# Götz Alsmann
Götz Alsmann (n. 12 iulie 1957, Münster, Germania) este un pianist și cântăreț german.